# NGC 2695
NGC 2695 este o galaxie lenticulară situată în constelația Hidra. A fost descoperită în 6 ianuarie 1785 de către William Herschel. Se află la o distanță de 33,11 de megaparseci de Pământ.